# Beth Pascall
Elizabeth « Beth » Pascall, née le 15 septembre 1987, est une coureuse d'ultra-trail Britannique. Elle a notamment remporté la Western States Endurance Run en 2021.

## Biographie
Beth Pascall grandit dans la ferme familiale de ses parents. Elle ne découvre le sport que durant ses études de médecine à l'université de Nottingham où elle se met à pratiquer l'aviron,. Durant un stage de bénévolat dans un hôpital pour enfants en Zambie, elle décide de se spécialiser en pédiatrie. Lassée par les entraînements exigeants de l'aviron, elle se tourne vers le trail.
Elle fait ses débuts en compétition en se lançant directement sur les distances d'ultra-trail. En janvier 2015, elle crée la surprise en remportant la victoire de la Spine Race.
Le 29 octobre 2016, elle prend part aux championnats du monde de trail à Gerês. Elle s'y classe huitième. Avec Jo Meek septième et Jo Zakrzewski 29e, elle remporte la médaille de bronze au classement par équipes.
Le 30 novembre 2019, elle s'élance au départ de l'ultra-trail Cape Town. En l'absence de ses rivales désignées Courtney Dauwalter et Lucy Bartholomew, toutes deux forfaites au dernier moment, elle s'empare rapidement des commandes de la course. Peu inquiété par ses rivales, elle domine la course et boucle les 100 kilomètres du parcours en 10 h 55 min 48 s, établissant un nouveau record féminin du parcours.
Le 24 juillet 2020, elle s'élance à l'assaut du Bob Graham Round, profitant de l'absence de compétitions durant la pandémie de Covid-19. S'étant entraînée spécifiquement pour ce défi, elle vise un temps de 15 h 23, soit une minute derrière le record de Jasmin Paris. Elle atteint le sommet du Skiddaw avec six minutes d'avance. Inquiète d'avoir pris un rythme trop élevé, elle ne ralentit pas pour autant et parvient à compléter le parcours en 14 h 34 min 26 s. Elle améliore le record féminin de cinquante minutes et établit le quatrième meilleur temps absolu du Bob Graham Round derrière Kílian Jornet, Billy Bland et Rob Jebb,.
Le 24 avril 2021, elle prend un départ rapide sur la Canyon 100k. Elle s'installe confortablement en tête de course sur un rythme élevé. Pas inquiétée par ses rivales, elle s'impose en 10 h 1 min 55 s avec plus d'une demi-heure d'avance sur sa plus proche poursuivante, l'Américaine Abby Hall. Elle prend ensuite le départ de la Western States Endurance Run où elle s'empare rapidement des commandes de la course. Menant sur un rythme soutenu, elle ne lève pas pour autant le pied, essayant de conserver une marge d'avance sur ses poursuivantes Ruth Croft et Ragna Debats. Elle s'impose finalement en 17 h 10 min 42 s à la septième place scratch et établit le deuxième meilleur temps féminin de l'épreuve derrière le record d'Ellie Greenwood en 16 h 47 min 19 s établi en 2012,.

## Palmarès
| no  | féminin            | Course                         | Longueur | Départ             | Temps            |
| --- | ------------------ | ------------------------------ | -------- | ------------------ | ---------------- |
| 12e | Médaille d'argent  | Lakeland 100                   | 100 mi   | 25 juillet 2014    | 25 h 44 min 30 s |
| 5e  | Médaille d'or      | Montane Spine Race             | 431 km   | 10-17 janvier 2015 | 90 h 59 min 0 s  |
| 4e  | Médaille d'argent  | Dragon's Back Race             | 292 km   | 22-26 juin 2015    | 44 h 29 min 52 s |
| 12e | Médaille d'argent  | Lakes Sky Ultra                | 54 km    | 12 septembre 2015  | 9 h 20 min 19 s  |
| 9e  | Médaille d'or      | Vegan Welsh 3000s              | 53 km    | 18 juin 2016       | 9 h 24 min 22 s  |
| 4e  | Médaille d'or      | Lakeland 100                   | 100 mi   | 22 juillet 2016    | 21 h 29 min 36 s |
| 64e | 8e                 | Championnats du monde de trail | 85 km    | 29 octobre 2016    | 10 h 41 min 35 s |
| 32e | Médaille d'argent  | Ultra Trail de l'île de Madère | 111 km   | 22 avril 2017      | 17 h 11 min 49 s |
| 49e | 6e                 | Diagonale des Fous             | 164 km   | 19 octobre 2017    | 32 h 8 min 13 s  |
| 48e | Médaille de bronze | Three Peaks Race               | 37,4 km  | 28 avril 2018      | 3 h 28 min 46 s  |
| 40e | 4e                 | Ultra-Trail du Mont-Blanc      | 170 km   | 31 août 2018       | 26 h 20 min 40 s |
| 21e | 4e                 | Western States Endurance Run   | 100 mi   | 29 juin 2019       | 18 h 6 min 51 s  |
| 45e | 5e                 | Ultra-Trail du Mont-Blanc      | 170 km   | 30 août 2019       | 26 h 28 min 48 s |
| 9e  | Médaille d'or      | Ultra-trail Cape Town          | 100 km   | 30 novembre 2019   | 10 h 55 min 48 s |
| 11e | Médaille d'or      | The Canyons 100K               | 100 km   | 24 avril 2021      | 10 h 1 min 55 s  |
| 7e  | Médaille d'or      | Western States Endurance Run   | 100 mi   | 26 juin 2021       | 17 h 10 min 42 s |

## Records
| Épreuve       | Performance     | Date              | Lieu    |
| ------------- | --------------- | ----------------- | ------- |
| Semi-marathon | 1 h 22 min 52 s | 10 mars 2019      | Londres |
| Marathon      | 2 h 48 min 22 s | 23 février 2020   | Séville |
| 50 kilomètres | 3 h 35 min 19 s | 24 mars 2019      | Perth   |
| 24 heures     | 230,088 km      | 19 septembre 2015 | Londres |